# 久保正敏
久保 正敏（くぼ まさとし 1949年 - ）は、日本の情報学者。国立民族学博物館名誉教授。専攻は民族情報学・コンピュータ民族学･オーストラリア研究。

## 来歴・人物
東京都出身。1972年に京都大学工学部電気工学科卒業後、同大学院工学研究科修士課程電気工学第二専攻に進む。1974年に修了後、同大学工学部助手となる。1983年より国立民族学博物館に勤務し始め、第5研究部助手となる。その傍ら、1990年に京都大学大型計算機センター助教授となり、1993年に国立民族学博物館第5研究部助教授となる。1998年同民族学研究部教授となり、2000年から2005年まで情報管理施設長併任する。2004年より文化資源研究センター教授となり、2015年3月末をもって定年退職。同名誉教授。
1986年京都大学工学博士　論文の題は「A study on parallel processor system applied to computer graphics and functional program machine (コンピュータグラフィックスおよび関数型プログラムマシンへ応用された並列計算機システムの研究)」。 

## 著作

### 単著
- 『コンピュータ・ドリーミング　オーストラリア・アボリジニ世界への旅』（明石書店・1995年）
- 『マルチメディア時代の起点 イメージからみるメディア』（NHKブックス・1996年）

### 共著
- 『研究情報ネットワーク論』（長尾真・原田勝・石川徹也・谷口敏夫・澤田芳郎との共著、勁草書房・1994年）

### 共編著
- 『映像人類学(シネ・アンスロポロジー)―人類学の新たな実践へ』（村尾静二・箭内匡との共編著、せりか書房・2014年）